# Rottweiler
El rottweiler es una raza canina de tipo molosoide originaria de Alemania, aunque fue también usado en la antigua Roma. Era conocido como «perro carnicero de Rottweil» —en alemán: Rottweiler Metzgerhund— porque estaba acostumbrado a proteger y pastorear ganado y tirar de los carritos de carnicería cargados de carne, junto con otros productos para el mercado. Fue empleado en sus papeles tradicionales hasta mediados del siglo XIX, cuando el tren reemplazó que el ganado fuera arreado al mercado. Si bien todavía se utilizan en el pastoreo, pero sus principales funciones son: perro policía, perro militar, perro de defensa y seguridad, perro guardián, entre otras funciones, según el uso que le den las fuerzas y cuerpos de seguridad y el ejército.

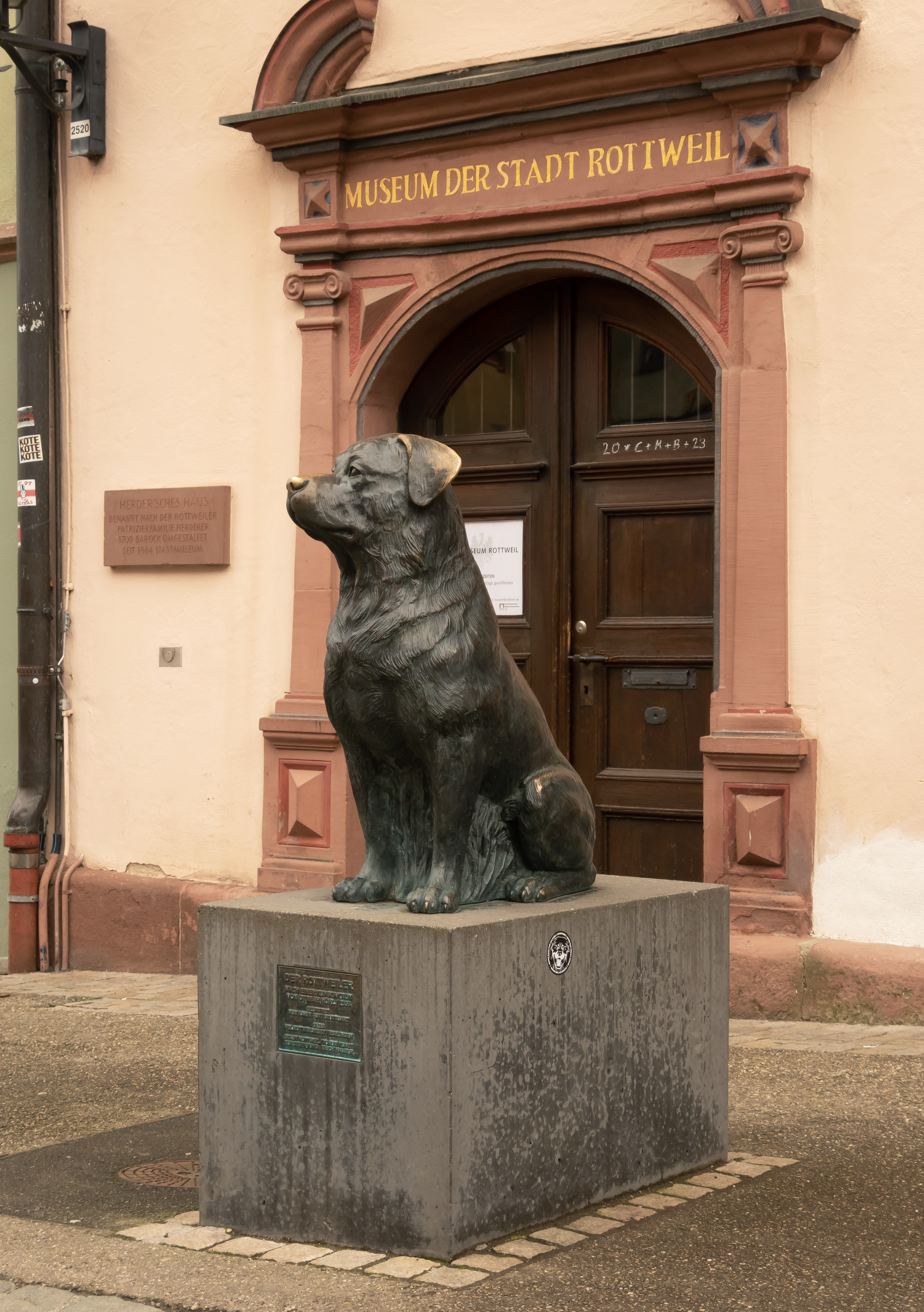
Rottweil, la escultura de un Rottweiler frente al Stadtmuseum

Es una de las razas más fuertes y poderosas del mundo debido a su gran potencia de mordida de 328 psi (unos 23 kg/cm{\displaystyle ^{2}}). Es un perro considerado potencialmente peligroso debido a sus características físicas.

## Historia
A pesar de ser una raza versátil que se utiliza en los últimos tiempos para muchos propósitos, el rottweiler es conocido principalmente como una de las más antiguas razas de pastoreo. Una reunión de múltiples facetas y un perro de protección de valores, es capaz de trabajar todo tipo de ganado en una variedad de condiciones. 
El origen de la raza se encuentra probablemente en el Imperio romano. En aquellos tiempos, la legión romana viajó con perros de trabajo de reunir el ganado necesario para alimentar al ejército. Los antepasados principales de los primeros rottweilers durante este tiempo se cree que es el perro romano de pastoreo. 
Estos perros se fueron mudando con los romanos más allá de las regiones alpinas, donde protegían a la gente y conducían el ganado, así como los perros boyeros suízos. En la región de Rottweil (origen de su nombre) en Alemania, muy próxima a Stuttgart, estos ejemplares se cruzaron con los perros nativos, de los cuales surgió una mezcla. A partir de entonces, la tarea principal del rottweiler fue la de cuidar y conducir ganado mayor y defender a su amo y sus posesiones. Su nombre, «perro de carnicero de Rottweil» , lo obtuvo por la antigua ciudad imperial de Rottweil. Los carniceros lo criaban solo de acuerdo a su rendimiento y utilidad. Fue así como, al paso del tiempo, se formó una raza de protección y conducción inmejorable, a la que también se le encontró utilidad como perro de tracción. 
Esta región se convirtió en un área importante de ganado, y los descendientes de los perros de ganado romanos demostraron su valor en la conducción y la protección de los bovinos de los ladrones y animales salvajes. Los rottweilers han sido utilizados por los carniceros que viajaban entre los mercados durante la Edad Media para proteger las bolsas de dinero atadas alrededor de sus cuellos. Sin embargo, como los ferrocarriles se convirtieron en el principal método para moverse, la raza disminuyó mucho y estuvo a punto de extinguirse. 
Cuando a principios el siglo XX se buscaron razas caninas para el servicio policíaco, se le hicieron pruebas al rottweiler. Se demostró rápidamente que este perro era perfectamente apto para las tareas del servicio policíaco, ya que demuestra un carácter fuerte, su gran musculatura, potencia y embiste hacen sentir mucho temor a sus contrincantes. Es por eso que en 1910 se le nombró oficialmente como perro policía.

La preparación para la Primera Guerra Mundial provocó una gran demanda de perros policía, y que condujo a un resurgimiento del interés en el rottweiler. Durante las Guerras Mundiales I y II, los rottweilers fueron puestos en servicio en varios papeles, incluyendo como perros mensajeros y para la entrega de artefactos explosivos en territorios enemigos, ambulancias, rastreadores y de guardia .

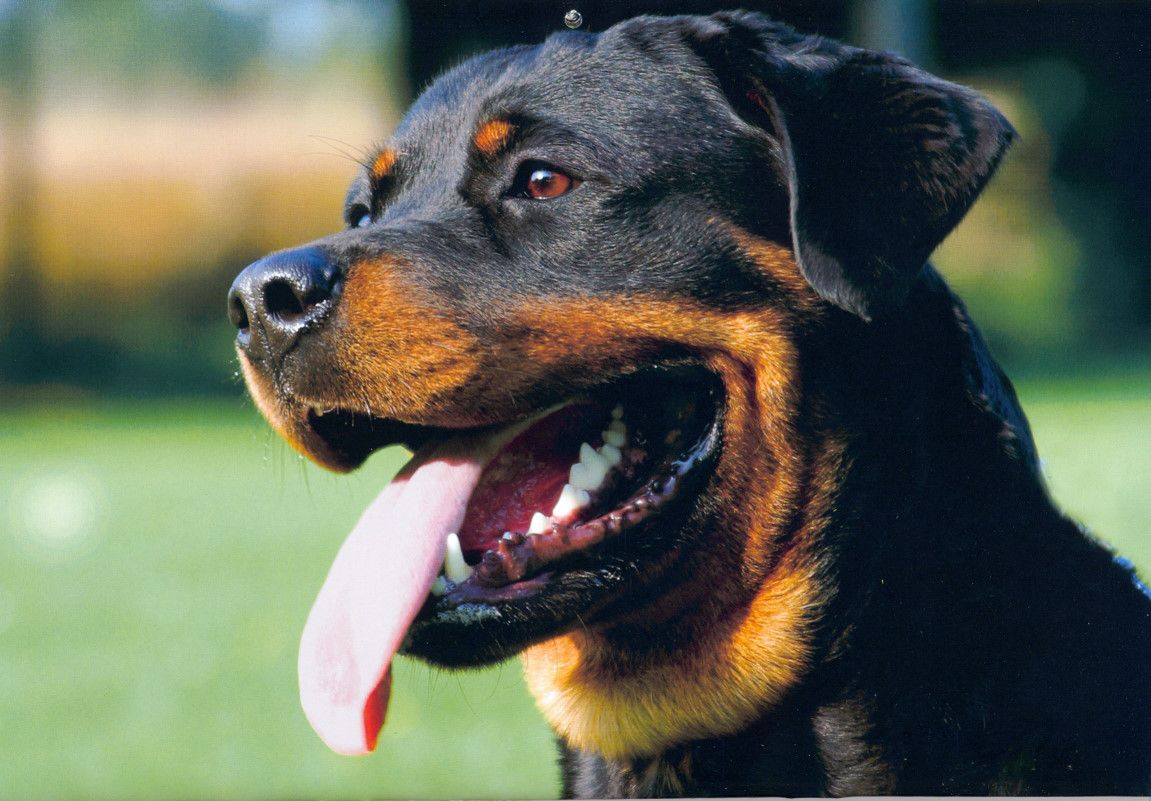
Cabeza de un rottweiler adulto.

Deutscher Rottweiler-Klub (DRK, Alemán Rottweiler Club), el primer club de rottweilers en Alemania, fue fundado el 13 de enero de 1907 en Heidelberg, y seguido por la creación de la Süddeutscher Rottweiler-Klub (SDRK, Club Rottweiler del sur de Alemania), el 27 de abril de 1907 y con el tiempo se convirtió en el IRK (Internacional Rottweiler Club). El DRK contó con alrededor de 500 rottweilers, y el Rottweiler SDRK 3000. Los objetivos de los dos clubes eran diferentes. El DRK es destinado a producir perros de trabajo y no a destacar la morfología del rottweiler.
 
Los diferentes clubes alemanes de rottweilers se fusionaron para formar la Allgemeiner Deutscher Rottweiler Klub (ADRK, Club Alemán de Rottweiler) en 1921. Esto fue registrado oficialmente en el registro de clubes y asociaciones en el tribunal de distrito de Stuttgart el 27 de enero de 1924. El ADRK es reconocido mundialmente como el club de origen del rottweiler.
En 1931 el rottweiler fue reconocido oficialmente por el American Kennel Club. En 1936 el rottweiler se exhibió en el Reino Unido en Crufts. En 1966 un registro separado se abrió para la raza. De hecho, a mediados de 1990, la popularidad del rottweiler llegó a su punto más alto ya que es el perro más registrado por el American Kennel Club, haciéndole la competencia al Pitbull que a pesar de sus tamaños están igualados.

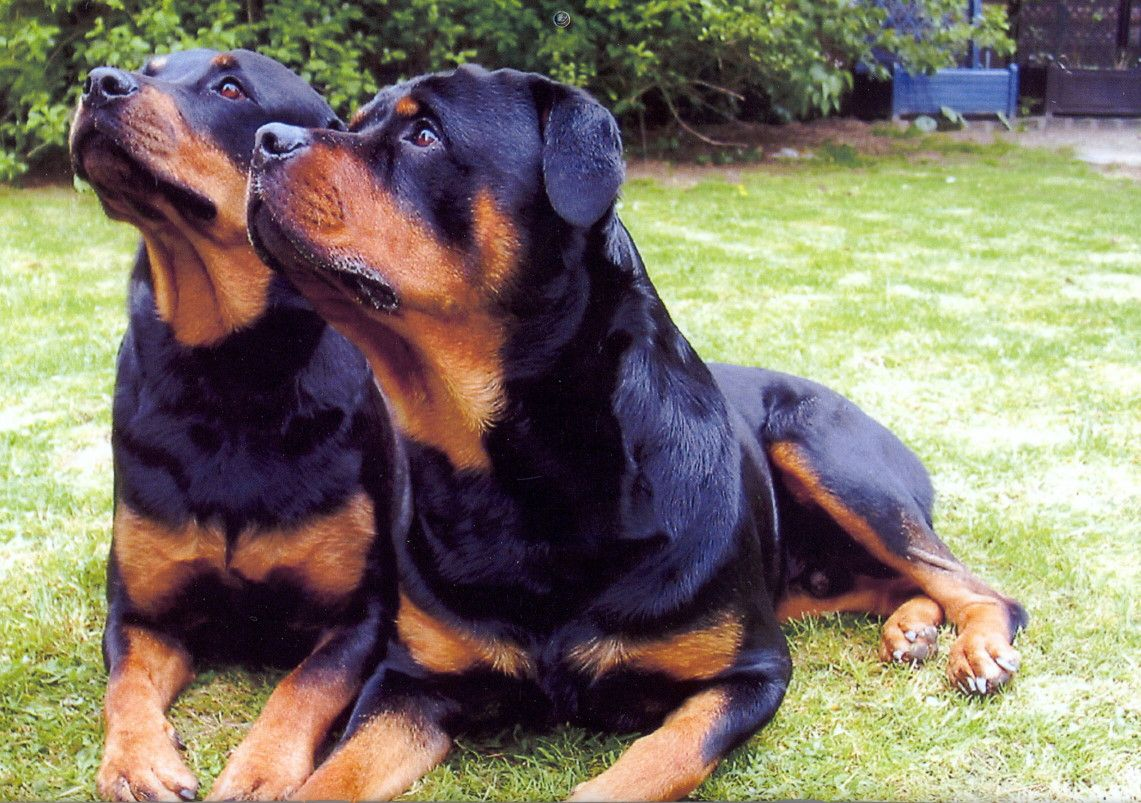

El rottweiler es un perro de tamaño grande, robusto, ni tosco, ni ligero, ni frágil, ni con extremidades demasiado altas. Su figura fuerte, compacta y bien proporcionada permite concluir que es un perro muy poderoso, ágil y resistente al igual que peligroso.
La hembra pesa aproximadamente 42 kg y mide entre 56 y 63 cm hasta la cruz, considerándose óptima una altura entre 60 y 61 centímetros. El macho pesa aproximadamente 50 kilogramos y mide entre 61 y 68 cm, siendo deseable dentro del estándar que mida entre 65 y 66 cm.

## Morfología

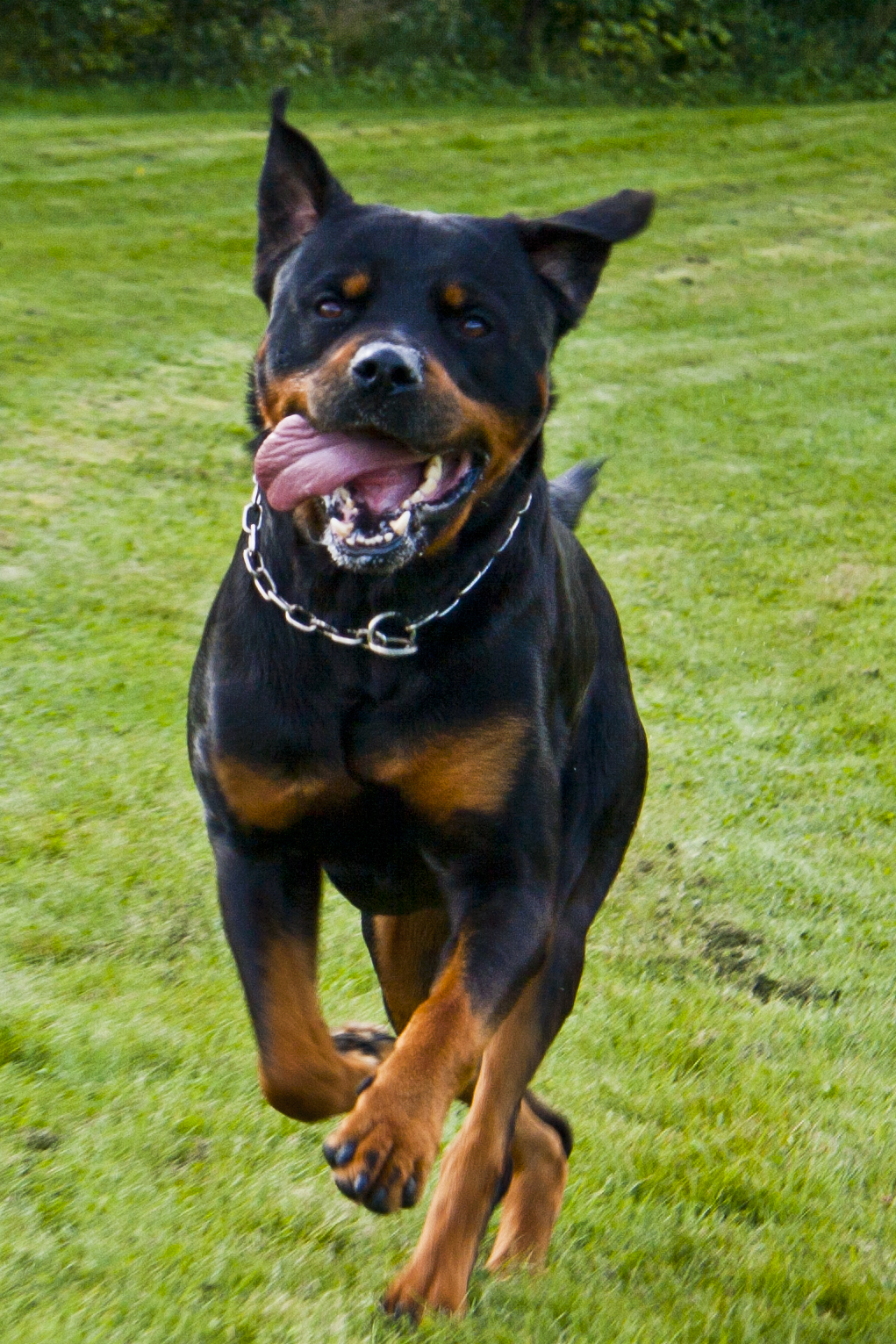
Rottweiler adulto corriendo.

La longitud del tronco según el estándar de la Federación Cinológica Internacional no debería superar a la altura en más de un 15%. Esta se mide desde el esternón hasta la protuberancia isquiática.
La morfología de la cabeza es determinante en la evaluación de un ejemplar. Según el estándar alemán, la longitud del cráneo medida desde la punta del occipital hasta la esquina interior del ojo ha de ser de 8,5 a 13 cm en las hembras y de 9,5 a 15 cm en los machos. Además, la proporción entre el cráneo y el hocico ha de ser de 6 a 4 ó, dicho de otra manera, el 60% de la longitud total de la cabeza debe estar ocupada por el cráneo, dejando el 40% restante para el hocico. 
No obstante, el estándar de la Federación Cinológica Internacional de abril de 2000 evita entrar en cifras, definiendo el cráneo como "de longitud media, ancho entre las orejas. Vista de lado, la línea frontal moderadamente arqueada. El hueso occipital bien desarrollado, sin exageraciones. stop bien definido.", continúa dicho estándar sobre la región facial "nariz bien desarrollada. Más ancha que redonda con fosas nasales relativamente grandes. Trufa siempre negra". El hocico "en relación con el cráneo no debería parecer ni corto, ni alargado. Puente nasal recto, ancho en la base, moderadamente afilado."
Siguiendo con el estándar de la FCI los labios del rottweiler deben ser "negros, fuertemente adheridos, cubriendo la esquina de la boca, la encía lo más oscura posible.", sobre las mandíbulas "superior e inferior deben ser fuertes y amplias", sobre la dentadura "fuerte, completa (42 piezas), con cierre en tijera -los incisivos superiores cierran cubriendo los inferiores-". Para las mejillas exige un arco cigomático desarrollado. Los ojos han de ser "de tamaño medio, con forma de almendra, de color castaño oscuro, cerrando los párpados completamente unidos", y las orejas "de tamaño medio, caídas, triangulares, muy separadas y de inserción alta. Con las orejas elevadas y adelantadas, el cráneo debe parecer más ancho." El cuello ha de ser "fuerte, de longitud moderada, bien musculado, ligeramente arqueado, limpio, libre de papada y sin piel colgante en la garganta."
Siguiendo el anterior estándar a menudo se les corta la cola cuando son cachorros, dejando tan solo una o dos vértebras, si bien el estándar de la ADRK y de la FCI prohíbe la amputación de la cola desde 2000, excluyendo el concurso de ejemplares sin cola en exposiciones. Sin embargo, es necesario aclarar que países como Canadá y EE. UU. siguen teniendo en su estándar la amputación de la cola. En España está prohibida cortar la cola a un perro desde el año 2018.
Dentro de esta raza podemos encontrar dos líneas de crianza, la europea (alemana), considerada la original y la americana. La línea europea (alemana) se caracteriza por ejemplares de mayor altura y cuerpos más robustos, por el contrario, los perros de línea americana presentan un cuerpo más compacto y estilizado con una menor altura.

## Temperamento
De acuerdo con el estándar de FCI, el rottweiler es de buen carácter, tranquilo en la disposición básica, muy devoto, obediente, dócil y con ganas de trabajar. Su aspecto es natural y rústico, su comportamiento seguro de sí mismo, firme y sin miedo. Ellos reaccionan a su entorno con una gran lucidez mental. El American Kennel Club dice que es «básicamente un perro tranquilo, seguro y valiente, con una frialdad segura de sí misma que no se presta a las amistades inmediatas e indiscriminadas». Un rottweiler es seguro de sí mismo y responde en voz baja y con una actitud de esperar y ver la actitud de las influencias de su entorno. Tiene un deseo inherente de proteger el hogar y la familia, y es un perro inteligente de extrema dureza y adaptabilidad, con una fuerte voluntad de trabajar, que los hace especialmente adecuados como compañeros, guardianes y perros de uso general. 
Rottweiler es una raza de pastoreo de gran alcance con genes bien desarrollados. Al igual que con cualquier otra raza, el comportamiento potencialmente peligroso en los rottweilers por lo general son fruto de un propietario irresponsable, abuso, negligencia o falta de socialización y formación. Sin embargo, la fuerza excepcional del rottweiler es un factor de riesgo adicional que no debe ser descuidada. Es por esta razón que los expertos recomiendan para la raza la capacitación formal y amplia socialización, elementos esenciales para todos los rottweilers. De acuerdo con el AKC, los rottweilers aman a sus dueños y pueden comportarse de una manera cariñosa hacia la familia y amigos, pero también son protectores de su territorio y no acogen a los extraños hasta que estos son introducidos en el ambiente. El entrenamiento de obediencia y la socialización son elementos básicos.
Es una de las 8 razas "potencialmente peligrosas" según la legislación española.
En el libro “The Intelligence of Dogs” escrito por Stanley Coren en 1994, se menciona ordenadamente a todas las razas de perro de acuerdo a su nivel de comprensión y obediencia. La raza Rottweiler aparece en el puesto número 9, lo que significa que es altamente inteligente. Comprende nuevas órdenes en menos de 5 repeticiones y obedece a la primera orden el 95% de las veces o más. A pesar de su fuerte temperamento protector, es muy leal a su amo.

## Salud
Los rottweilers son relativamente saludables. Un criador de renombre tendrá las caderas y los codos de todos los reproductores a Rayos-X ,leídos y avalados por un especialista y tendrá los documentos para probarlo.
También tendrán los certificados que sus animales de cría no tienen entropión o ectropión y que tienen dentición con una mordida de tijera.
Al igual que con cualquier raza, las condiciones hereditarias se producen en algunas líneas. Por razones desconocidas, los rottweilers son más susceptibles que otras razas de infectarse con el parvovirus, una enfermedad altamente contagiosa y mortal de cachorros y perros jóvenes. El parvovirus puede ser fácilmente evitado siguiendo un veterinario el protocolo recomendado por la vacuna.
Si son sobrealimentados o hacen poco ejercicio los rottweilers son propensos a la obesidad. Algunas de las consecuencias de la obesidad pueden ser muy graves, entre ellas la artritis, dificultades respiratorias, diabetes, insuficiencia cardíaca, problemas reproductivos, enfermedades de la piel, disminución de la resistencia a las enfermedades y el sobrecalentamiento causado por la capa gruesa de grasa bajo la piel.
Ya que es el rottweiler razas de perros grandes, tiene una vida útil de aproximadamente 8 a 11 años. Es propenso a problemas de salud importantes como displasia de cadera canina, osteosarcoma, displasia de codo  y torsión gástrica, así como problemas menores como alergias e hipotiroidismo. Además, a veces se observa atrofia progresiva de la retina, cataratas, convulsiones. Para identificar algunos de estos problemas, un veterinario puede realizar exámenes de cadera, ojos, codos y cardíacos. 
Los criadores de perros responsables trabajan duro para mantener los más altos estándares de raza establecidos por los clubes de perreras. Los perros criados por estos estándares tienen menos probabilidades de heredar problemas de salud. Sin embargo, hay algunos problemas de salud hereditarios que pueden ocurrir en la raza. Las siguientes son algunas condiciones a tener en cuenta:  
Lesión del ligamento cruzado craneal: una ruptura del ligamento que une el fémur a la tibia, los dos huesos principales de la articulación de la rodilla.
Displasia de cadera: una enfermedad en la cual las cavidades de la cadera se forman de manera anormal.
Osteocondrosis: el desarrollo anormal del cartílago en el extremo de un hueso.
Entropión: una condición genética en la cual el párpado se invierte o pliega hacia adentro.